# Crystal Lake (condado de Marquette, Wisconsin)
Crystal Lake es un pueblo ubicado en el condado de Marquette en el estado estadounidense de Wisconsin. En el Censo de 2010 tenía una población de 484 habitantes y una densidad poblacional de 5,21 personas por km².

## Geografía
Crystal Lake se encuentra ubicado en las coordenadas 43°56′57″N 89°18′11″O / 43.94917, -89.30306. Según la Oficina del Censo de los Estados Unidos, Crystal Lake tiene una superficie total de 92.9 km², de la cual 91.66 km² corresponden a tierra firme y (1.33%) 1.24 km² es agua.

## Demografía
Según el censo de 2010, había 484 personas residiendo en Crystal Lake. La densidad de población era de 5,21 hab./km². De los 484 habitantes, Crystal Lake estaba compuesto por el 97.52% blancos, el 0.62% eran afroamericanos, el 0.62% eran amerindios, el 0.83% eran asiáticos, el 0% eran isleños del Pacífico, el 0.21% eran de otras razas y el 0.21% pertenecían a dos o más razas. Del total de la población el 0.21% eran hispanos o latinos de cualquier raza.